# Slice of life
Slice of life (lett. "fetta di vita", per estensione "spaccato di vita") è un'espressione usata nel teatro per riferirsi a una rappresentazione molto realistica delle esperienze giornaliere, oppure nella letteratura per indicare una tecnica narrativa secondo cui sequenze apparentemente arbitrarie di eventi presentate nella vita di un personaggio appaiono spesso prive di uno sviluppo della trama, di conflitto ed esposizione, e a volte con un finale aperto.

## Film e teatro
Nel teatro l'espressione "slice of life" si riferisce a una rappresentazione naturalistica della vita reale, a volte usata con valore aggettivale come in "un dramma con dialoghi 'slice of life'". Il termine ha avuto origine tra il 1890 e il 1895 come calco dal francese tranche de vie, attribuito al drammaturgo Jean Jullien. Secondo Wayne S. Turney nel saggio Notes on Naturalism in the Theatre, Jullien introdusse l'espressione non molto dopo aver messo in scena il suo dramma The Serenade.
Durante gli anni 1950 "slice of life" cominciò a essere usato in recensioni critiche di drammi in diretta televisiva, tra cui soprattutto quelli di JP Miller, Paddy Chayefsky e Reginald Rose. A quel tempo, a volte veniva usato anche come sinonimo del peggiorativo "kitchen sink realism" adottato dal teatro e i film britannici.

## Anime e manga
Nell'ambito degli anime e manga, "slice of life" è una tecnica narrativa utilizzata sia nel genere commedia o in quello drammatico che costruisce la storia intorno a scenari di vita quotidiana. Sebbene l'espressione sia usata anche - come nel teatro e nei film - per indicare alcuni anime e manga con situazioni e dialoghi verosimili, si riferisce più spesso a serie di episodi che non seguono un filo generale e sono privi di conflitto e di finale, a prescindere dal fatto che l'ambientazione sia realistica o surreale.
Secondo Robin E. Brenner il genere è più simile al melodramma che al dramma, trovandosi al limite dell'assurdo per via del gran numero di eventi drammatici e comici che si susseguono in brevi intervalli di tempo. I temi spaziano dal raggiungimento della maturità alle relazioni interpersonali, dalla famiglia e i rapporti sentimentali al fantasy e la fantascienza.